# Gevheri Osmanoğlu

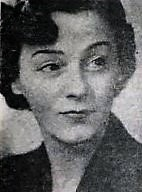
Gevheri Osmanoğlu

Gevheri Osmanoğlu (ur. 1904 w Konstantynopolu, zm. 1980 tamże) – turecka kompozytorka i instrumentalistka, osmańska księżna.

## Życiorys
Wnuczka sułtana Abdülaziza, który panował w latach 1861–1876. Uczyła się gry na instrumentach muzycznych od ojca, Şehzade Mehmeda Seyfeddina. Po ogłoszeniu tureckiej republiki, przeniosła się z rodziną do Paryża. Po uchwaleniu w Turcji prawa zezwalającego na wjazd członków dynastii osmańskiej do kraju, powróciła do ojczyzny w 1952 roku.
Ostatnie lata życia spędziła w obszernym apartamencie koło Taksim Meydanı ze swoją kuzynką Mihrişah Sultan. Zmarła w Stambule, została pochowana przy mauzoleum Mahmuda II w dzielnicy Stambułu Çemberlitaş.
Zostało po niej kilka instrumentów, w tym tanbur i kemençe oraz partytury nutowe. Po jej śmierci jej instrumenty zostały zdeponowane w Pałacu Dolmabahçe, gdzie nie obchodzono się z nimi właściwie i uległy zniszczeniu.

## Działalność artystyczna
Grała na udzie, tanburze, lavcie, fortepianie. Napisała wiele kompozycji, w tym utwory o charakterze pieśni ludowych, utwory wokalne i instrumentalne, makamy.